# Capnodium citri
Capnodium citri è un fungo ascomicete. Provoca la fumaggine degli agrumi.